# Ledande avelsmorfader i Nordamerika
Listan nedan visar den ledande avelsmorfadern i Nordamerika för varje år sedan 1924. Detta bestäms av mängden prispengar som vunnits under året av engelska fullblodshästar som fölats av ett sto efter hingsten.
De mest frekventa hingstarna på listan är Sir Gallahad III (12), Mr. Prospector (9), Princequillo (8) och Star Shoot (5).

## Lista
- 1924 - Star Shoot (1)
- 1925 - Star Shoot (2)
- 1926 - Star Shoot (3)
- 1927 -
- 1928 - Star Shoot (4)
- 1929 - Star Shoot (5)
- 1930 - Celt (1)
- 1931 - Fair Play (1)
- 1932 - Broomstick (1)
- 1933 - Broomstick (2)
- 1934 - Fair Play (2)
- 1935 - Wrack (1)
- 1936 - High Time (1)
- 1937 - Sweep (1)
- 1938 - Fair Play (1)
- 1939 - Sir Gallahad III (1)
- 1940 - High Time (2)
- 1941 - Sweep (1)
- 1942 - Chicle (1)
- 1943 - Sir Gallahad III (2)
- 1944 - Sir Gallahad III (3)
- 1945 - Sir Gallahad III (4)
- 1946 - Sir Gallahad III (5)
- 1947 - Sir Gallahad III (6)
- 1948 - Sir Gallahad III (7)
- 1949 - Sir Gallahad III (8)
- 1950 - Sir Gallahad III (9)
- 1951 - Sir Gallahad III (10)
- 1952 - Sir Gallahad III (11)
- 1953 - Bull Dog (1)
- 1954 - Bull Dog (2)
- 1955 - Sir Gallahad III (12)
- 1956 - Bull Dog (3)
- 1957 - Mahmoud (1)
- 1958 - Bull Lea (2)
- 1959 - Bull Lea (3)
- 1960 - Bull Lea (4)
- 1961 - Bull Lea (5)
- 1962 - War Admiral (1)
- 1963 - Count Fleet (1)
- 1964 - War Admiral (2)
- 1965 - Roman (1)
- 1966 - Princequillo (1)
- 1967 - Princequillo (2)
- 1968 - Princequillo (3)
- 1969 - Princequillo (4)
- 1970 - Princequillo (5)
- 1971 - Double Jay (1)
- 1972 - Princequillo (6)
- 1973 - Princequillo (7)
- 1974 - Olympia (1)
- 1975 - Double Jay (2)
- 1976 - Princequillo (8)
- 1977 - Double Jay (3)
- 1978 - Crafty Admiral (1)
- 1979 - Prince John (1)
- 1980 - Prince John (2)
- 1981 - Double Jay (4)
- 1982 - Prince John (3)
- 1983 - Buckpasser (1)
- 1984 - Buckpasser (2)
- 1985 - Speak John (1)
- 1986 - Prince John (4)
- 1987 - Hoist The Flag (1)
- 1988 - Buckpasser (3)
- 1989 - Buckpasser (4)
- 1990 - Grey Dawn II (1)
- 1991 - Northern Dancer (1)
- 1992 - Secretariat (1)
- 1993 - Nijinsky (1)
- 1994 - Nijinsky (2)
- 1995 - Seattle Slew (1)
- 1996 - Seattle Slew (2)
- 1997 - Mr. Prospector (1)
- 1998 - Mr. Prospector (2)
- 1999 - Mr. Prospector (3)
- 2000 - Mr. Prospector (4)
- 2001 - Mr. Prospector (5)
- 2002 - Mr. Prospector (6)
- 2003 - Mr. Prospector (7)
- 2004 - Dixieland Band (1)
- 2005 - Mr. Prospector (8)
- 2006 - Mr. Prospector (9)
- 2007 - Deputy Minister (1)
- 2008 - Sadler's Wells (1)
- 2009 - Sadler's Wells (2)
- 2010 - Sadler's Wells (3)
- 2011 - Danehill (1)
- 2012 - Storm Cat (1)
- 2013 - Storm Cat (2)
- 2014 - Storm Cat (3)
- 2015 - A.P. Indy (1)
- 2016 - Sunday Silence (1)
- 2017 - Distorted Humor (1)
- 2018 - Giant's Causeway (1)
- 2019 - Sunday Silence (2)
- 2020 - Sunday Silence (3)
- 2021 - A.P. Indy (2)